# 가지사슬 지방산
가지사슬 지방산(영어: branched chain fatty acid, BCFA)은 일반적으로 탄소 사슬에 한 개 이상의 메틸 가지를 가지고 있는 포화 지방산이다. 가지사슬 지방산은 세균에서 가장 흔하게 발견되지만 낫토, 유제품, 사람 신생아의 태지 및 캘리포니아 바다사자에서 찾을 수 있으며 장내 미생물의 발달을 촉진하는 역할을 할 수 있다. 가지사슬 지방산을 함유한 또 다른 왁스 같은 동물성 물질은 라놀린이다.
가지사슬 지방산의 함량은 양고기 냄새의 원인으로 여겨지며, 함량이 높을수록 소비자는 양고기 냄새를 싫어하게 된다. 가지사슬 지방산은 가지사슬 지방산 합성 시스템에 의해 합성된다.

## 같이 보기
- 지방산
- 포화 지방산
- 불포화 지방산
- 홀수 지방산
- 가지사슬 아미노산